# کای یون
کای یون (انگلیسی: Cai Yun؛ زادهٔ ۱۹ مهٔ ۱۹۷۵) بدمینتون‌باز سابق اهل چین است.